# 曼彻斯特 (加利福尼亚州)
曼彻斯特是美国的一个普查规定居民点，位于加利福尼亚州的门多西诺县。其以南6.4公里为波因特阿里纳。

## 历史
曼彻斯特的邮局成立于1871年，后于1876年关闭，不过一年后再度开启。其名称由该地区来自于英格兰曼彻斯特的早期定居者以其故乡之名命名。

## 地理
据美国人口调查局数据显示，该普查规定居民点总面积为6.8平方公里（不含水域面积）。

### 气候
该地区夏季表现为干燥但不炎热，月平均气温不超过71.6华氏度（22摄氏度）。根据柯本气候分类法，曼彻斯特属于地中海式气候。